# Poillé-sur-Vègre

Poillé-sur-Vègre este o comună în departamentul Sarthe, Franța. În 2009 avea o populație de 652 de locuitori.